# Tramlijn Tilburg - Turnhout
De tramlijn Tilburg - Turnhout was een tramlijn in Noord-Brabant en Antwerpen van Tilburg via Poppel naar Turnhout.

## Geschiedenis

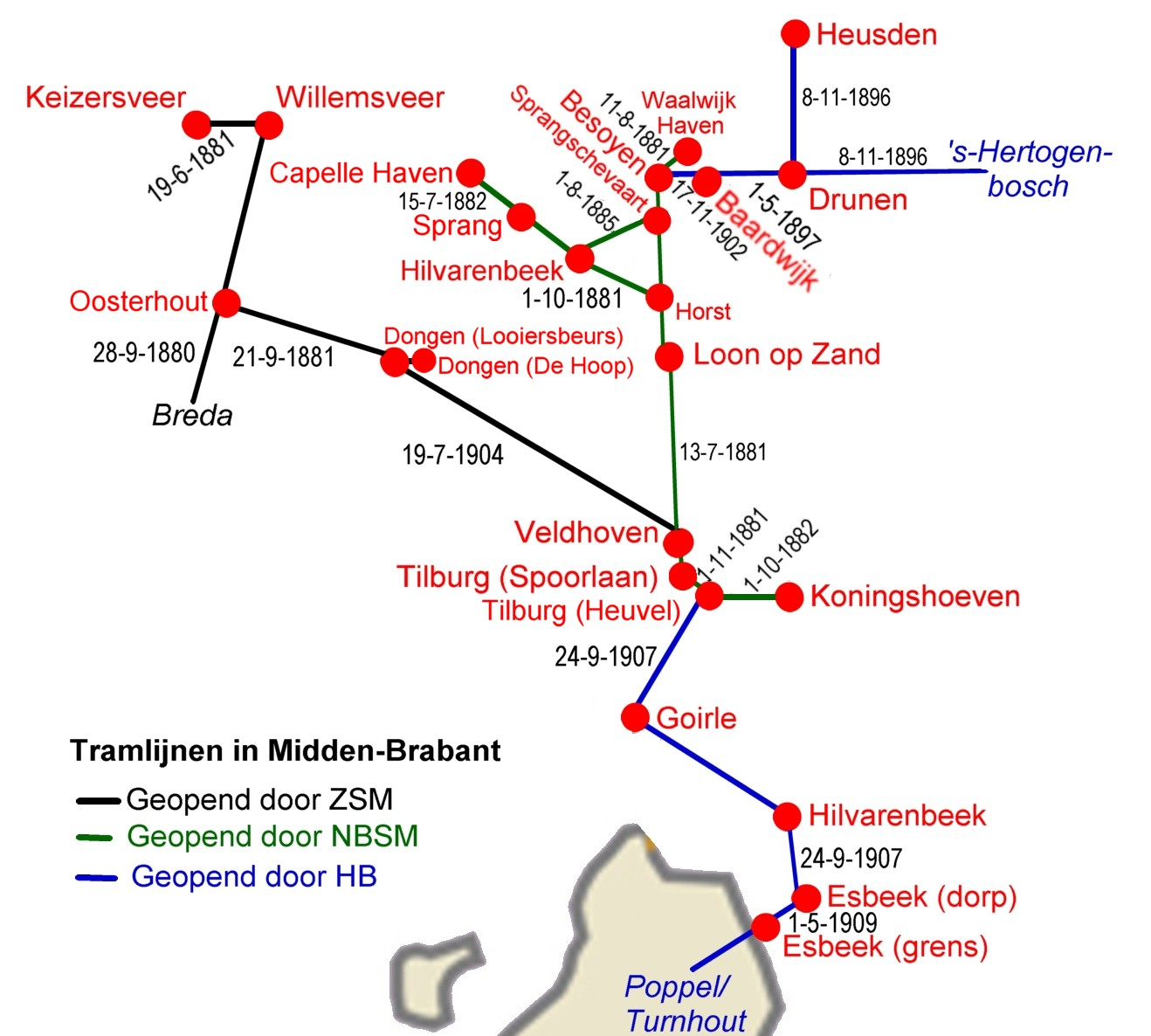
Tramlijnen in Midden-Brabant 1880-1937

In 1891 werden in Goirle plannen ontwikkeld voor een paardentramlijn naar Tilburg. Hiervoor werd het volgende jaar een concessie verleend, maar de financieringsproblemen maakten, dat de aanleg niet doorging.
In 1898 voerde Hilvarenbeek onderhandelingen met Tramwegmaatschappij De Meierij om te komen tot een verbinding tussen Tilburg en Hilvarenbeek. Deze liepen op niets uit. Deze plannen werden echter overgenomen door de Hollandsche Buurtspoorwegen, gevestigd in Brussel en daar bekend onder de Franse naam 'Vicinaux Hollandais'. Deze maatschappij wilde een stoomtramlijn vanuit Tilburg, via Goirle en Hilvarenbeek naar de grens laten lopen, waar aangesloten kon worden op een door de Belgen geprojecteerde lijn via Weelde en Ravels naar Turnhout. Deze aansluiting via Roovert ging niet door, vanwege het economisch belang van bedrijven bij een lijn naar Esbeek. Dit werd vooral benadrukt door de Esbeekse steenfabriek en door De Utrecht, een verzekeringsmaatschappij die bij dit kerkdorp het landgoed De Utrecht bezat.
De stoomtramlijn van Tilburg via Goirle naar Hilvarenbeek en Esbeek werd op 23 september 1907 geopend. Op 1 mei 1909 volgde het deel van Esbeek naar Poppel. In Hilvarenbeek stopte de tram bij de herbergen Den Hemel, De Posthoorn en De Valk; in Esbeek bij café Kerkzicht.
In België werd op 21 november 1906 het deel Poppel – Turnhout geopend. Vanuit Turnhout liepen tramlijnen naar Eindhoven, Mol, Geel, Oostmalle en Rijkevorsel.
In de jaren 1914–1918, tijdens de Eerste Wereldoorlog, kon men met de tram niet naar België, want na Esbeek was de grens door de Duitse bezetters van België hermetisch afgesloten met het dodenhek.

## Exploitatie
De exploitatie was in handen van de Hollandsche Buurtspoorwegen (HB). Een rit van Tilburg naar Esbeek duurde in 1926 iets meer dan een uur.
Het Belgische deel was in handen van de Antwerpsche Mij voor den Dienst van Buurtspoorwegen (AMDB). Later nam de Nationale Maatschappij van Buurtspoorwegen (NMVB) de exploitatie over. Het NMVB-lijnnummer was 133.

## Tramlijn
De tramlijn liep door onder andere de volgende straten:
- Spoorlaan, Tilburg
- Heuvel, Tilburg
- Piusplein, Tilburg
- Nieuwstraat, Tilburg
- Korveldwarsstraat, Tilburg
- Korvelseweg, Tilburg
- Korvelplein, Tilburg
- Laarstraat, Tilburg
- Goirleseweg, Tilburg
- Tilburgseweg, Goirle
- Kerklaantje, Goirle
- De Vosserijten, Goirle
- Goirlesedijk, Hilvarenbeek (halte herberg Den Hemel)
- Gelderstraat, Hilvarenbeek (halte herberg De Valk)
- Esbeekseweg, Hilvarenbeek
- Dorpsstraat, Esbeek
- Patersstraat, Turnhout

Nabij de grens was er op Nederlands grondgebied in Esbeek een viersporig emplacement en een douanekantoor. Nu is er op deze plaats een gasdrukstation van de Gasunie gevestigd. Dit emplacement werd zowel door de HB als de Belgische NMVB gebruikt. De twee zuidelijke sporen waren in gebruik voor de Belgische tram.
De spoorwijdte van de lijn was 1067 mm (kaapspoor). Het Belgische deel werd in 1919-1922 versmald naar 1000 mm (meterspoor).

## Het einde van de tramlijn
Eind jaren twintig van de 20e eeuw was de stoomtram al verouderd en werd er geconcurreerd met particuliere busondernemingen, onder andere Jos Maas uit Lage Mierde en J. Vingerhoets uit de Borneostraat in Tilburg. Daarnaast ging de maatschappij de 'Hollandsche Buurtspoorwegen' in 1928 ook een buslijn exploiteren. Ook was de spoorverbinding tussen Tilburg en Turnhout veel sneller dan de tramlijn, die een grote omweg maakte via Hilvarenbeek.
Zes jaar later fuseerden zes tramwegmaatschappijen in Brabant tot de 'Brabantsche Buurtspoorwegen en Autodiensten' (BBA).
De tramlijn van Tilburg naar de grens werd op 15 september 1935 opgeheven en het openbaar vervoer werd overgenomen door de bussen van de BBA.
De NMVB tramlijn van Poppel naar Turnhout werd pas op 16 juni 1948 gesloten, alhoewel deze tram gedurende de Tweede Wereldoorlog niet reed.
Anno 2022 rijdt er een streekbus van Tilburg via Goirle en Poppel naar Turnhout. Hilvarenbeek wordt door deze buslijn niet aangedaan. Het gaat om buslijn 450 van het Belgische openbaarvervoerbedrijf De Lijn.
Bij Esbeek herinnert de Oude Trambaan (deels onverharde weg door het bos) aan deze lijn. Een camping heet De Tramhalte.